# Hamoaze (England)
Der Hamoaze (auch Hamoaze Mündung) ist ein Ästuar im Südwesten Englands, das vom Zusammenfluss von Tamar und dessen Nebenflüssen Tavy und Lynher nördlich von Saltash bis zum Übergang in den Ärmelkanal reicht. Er erstreckt sich entlang der Grenze zwischen Devon und Cornwall. Er fließt von seinem Ausgangspunkt an den einander gegenüber liegenden Städten Plymouth und Torpoint vorbei, die durch eine Kettenfähre verbunden sind. Dabei fließt er entlang der Marinebasis Devonport bis an die Südspitze von Plymouth, wo er zwischen Devil’s Point und Mount Edgcumbe in den Plymouth Sound übergeht, der wiederum in den Ärmelkanal mündet. Seit den 1980ern wird der Hamoaze in Landkarten häufig nicht mehr als eigenständiger Fluss, sondern als Teil des Plymouth Sound verzeichnet.   
Der Hamoaze ist komplett schiffbar. Zwischen dem Plymouth Sound und der Marinebasis Devonport können Schiffe bis zu einem Tiefgang von 16 m den Fluss passieren, nördlich davon beträgt der maximale Tiefgang 10 m. Der südliche Abschnitt wird insbesondere von Kriegsschiffen der Royal Navy stark frequentiert, da Devonport die größte Marinebasis Westeuropas ist. Zusätzlich ist der Hamoaze mit seinen Seitenarmen aber auch ein beliebtes Segelgebiet.